# Gangnan

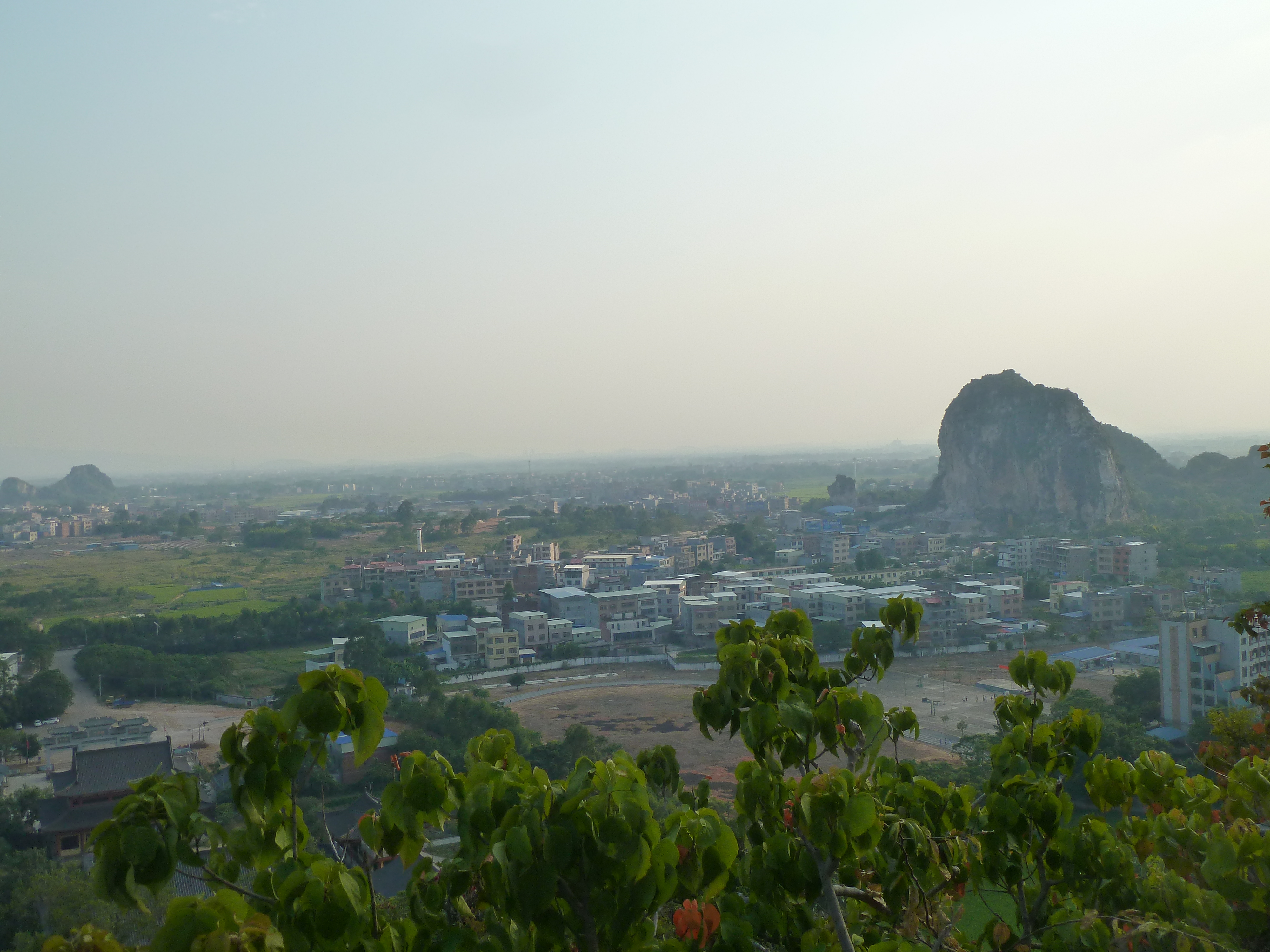
Der Nanshan-Park ist ein beliebter Park im Guinan-Distrikt von Guigang und vielleicht am besten für seine Karstlandschaft bekannt.

Gangnan (chinesisch 港南区, Pinyin Gǎngnán Qū; Zhuang Gangjnanz Gih) ist ein chinesischer Stadtbezirk der bezirksfreien Stadt Guigang im Autonomen Gebiet Guangxi. Der Stadtbezirk hat eine Fläche von 1.099 Quadratkilometern und zählt 550.800 Einwohner (Stand: 2018). Regierungssitz ist die Großgemeinde Qiaowei (桥圩镇).

## Administrative Gliederung
Auf Gemeindeebene setzt sich der Stadtbezirk aus einem Straßenviertel, sechs Großgemeinden und zwei Gemeinden zusammen. 